# Synagoga w Cieszynie

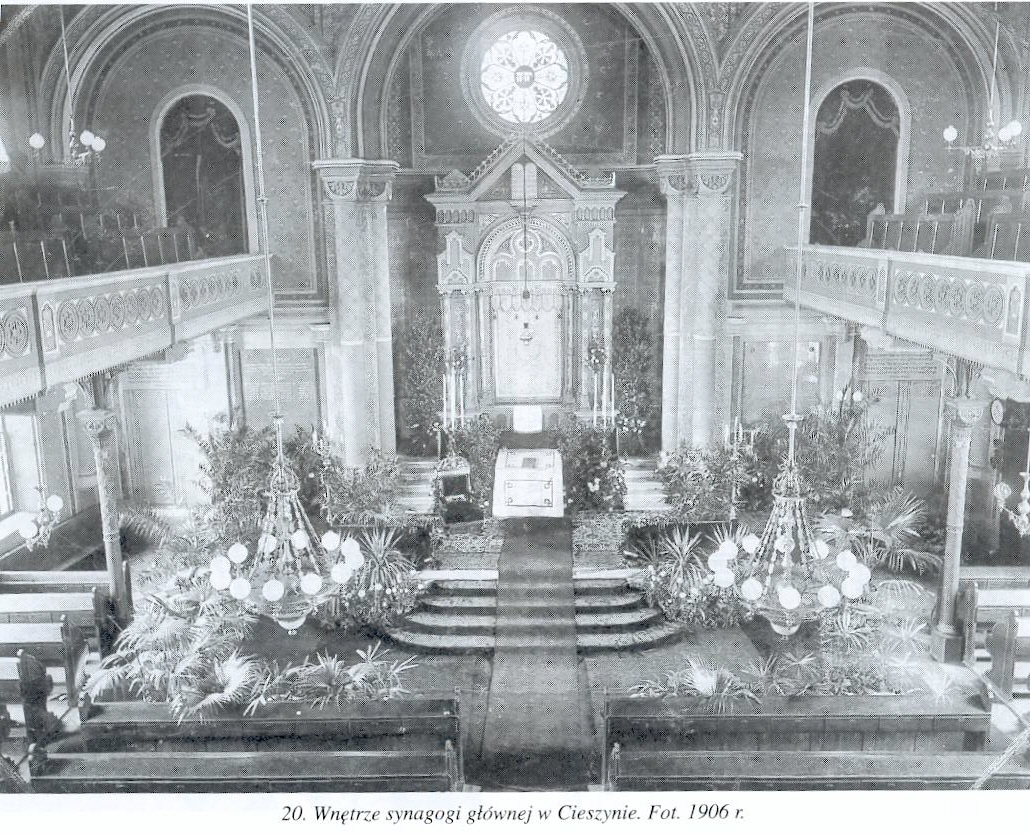
Wnętrze synagogi (1906)

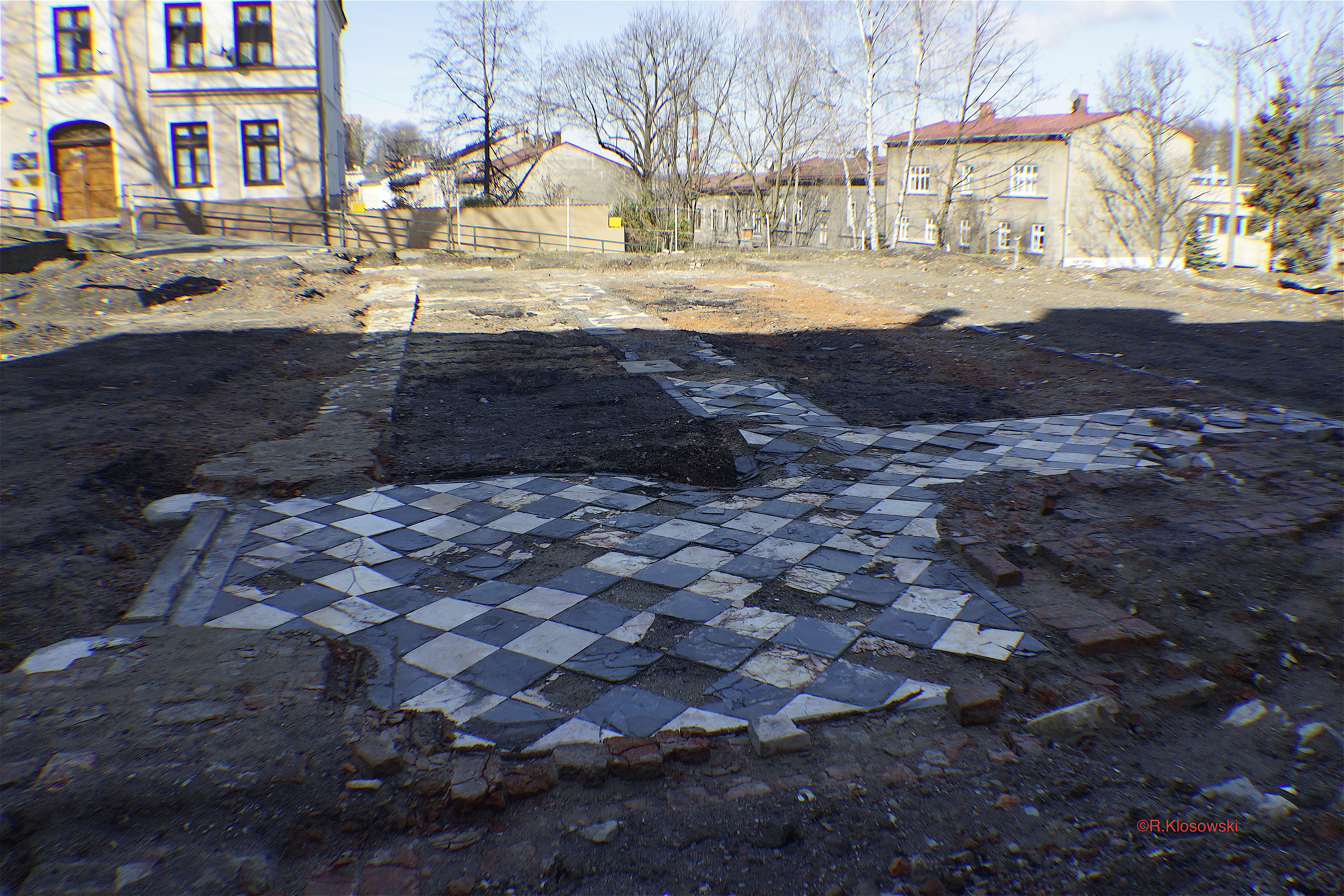
Pozostałości po synagodze (2017)

Synagoga w Cieszynie – nieistniejąca obecnie, największa synagoga znajdująca się w Cieszynie, przy ulicy Bóżniczej 6.

## Historia
Koncepcja budowy pierwszej wolno stojącej synagogi narodziła się w około 1830 roku. Ze względu na zakaz budowy miejsc kultu żydowskiego w Cieszynie, miejscowi Żydzi wystosowali prośbę do cesarza Franciszka I, w którym prosili o zgodę na budowę synagogi. Zgodę otrzymali w 1832 roku, ale pod warunkiem, że synagoga nie będzie posiadać wież oraz głównego wejścia prowadzącego od strony głównej ulicy. W 1837 roku zakupiono od Jana Zbitka działkę, która była usytuowana poza murami miejskimi.
W 1837 roku rozpoczęto budowę synagogi, której plany wykonał Karol Jilg. W połowie 1838 roku ukończono budowę synagogi i we wrześniu tego samego roku nastąpiło jej uroczyste poświęcenie. Cała budowa kosztowała gminę około 4000 złotych. Początkowo synagoga była skromnym, klasycystycznym budynkiem, który mógł pomieścić około 250 osób. Wkrótce prezes cieszyńskiej gminy żydowskiej Bernard Glesinger zadecydował o rozbudowaniu bożnicy.
W 1878 roku synagoga została znacznie rozbudowana oraz przebudowana przez architekta Antoniego Jonkisza, przez co otrzymała nowy neoromańsko-mauretański styl. Wkrótce po udanej przebudowie synagogę w 1880 roku odwiedził cesarz Franciszek Józef I.
Na początku II wojny światowej, 13 września 1939 roku, hitlerowcy spalili synagogę. Obecnie na miejscu synagogi znajduje się parking oraz boisko należące do Gimnazjum nr 1.

## Architektura
Murowany budynek synagogi wzniesiono na planie litery L, choć początkowo miała zostać wybudowana na planie litery T. Początkowo wybudowana w stylu klasycystycznym ze stylowym wnętrzem nawiązującym w znacznym stopniu do stylu starożytnej Grecji. We wnętrzu na wschodniej ścianie znajdował się bogato zdobiony Aron ha-kodesz, a przy głównych ścianach znajdowały się galerie dla kobiet podtrzymane dwoma rzędami doryckich kolumn. Główna fasada skierowana była w stronę ulicy Bożniczej.
Po przebudowie z 1878 roku synagoga otrzymała nowy neoromańsko-mauretański styl. Znacznie przyozdobiono fasadę oraz ścianę południową, która skierowana była na główną ulicę. Dobudowano liczne sterczyny z małymi kopułkami oraz dwie wielkie charakterystyczne, kuliste kopuły znajdujące się na głównymi wejściami. Na parterze znajdowały się wysokie, półokrągle zakończone okna, a na wysokości galerii dla kobiet okrągłe okienka w które wkomponowano stylizowane gwiazdy Dawida.
We wnętrzu zachowano jedynie Aron ha-kodesz. Wymieniono stare doryckie kolumny na nowe żeliwne z neoromańskimi kapitelami. Podtrzymywały one galerię dla kobiet oraz chór. W 1879 roku od strony zachodniej zainstalowano organy, które akompaniowały śpiewającemu chórowi. W 1880 roku wnętrze pomalowano orientalnymi malowidłami w stylu mauretańskim. Po rozbudowie bożnica przybrała nowe wymiary 31 na 20 metrów.